# Colin Ferguson
Colin Ferguson (Montréal, 1972. július 22. –)  kanadai színész.

## Élete és pályafutása
Korábban egy montreali improv csoport tagja volt a The Spoton, valamint a detroiti Second City színtársulat egyik alapítója. Számos tv-sorozatban és filmben szerepelt. Bár Kanadában született, mára már az Egyesült Államokban él. Jelenleg az Eureka című sci-fi sorozatban szerepel, amit 2006 óta sugároznak.
Diplomáit az okaville-i Appleby főiskolán, valamint a montreali McGill egyetemen szerezte.

## Fontosabb szerepei
- The Opposite of Sex
- Páran párban (2003) (sorozat)
- Playing House – tévéfilm (2006)
- Eureka – Jack Carter seriffként (2006) (sorozat)